# NHKけさのニュース
NHKけさのニュースはNHKのラジオ第1・NHK-FM・NHKワールド・ラジオ日本にて毎朝午前7時より放送しているニュース番組。ただしFM放送の番組表では「NHKけさのニュース」でなく「マイあさ!」として表記されている。

## 概要
従来から午前7時の定時ニュースとして放送されている。ラジオ第1放送、FM放送、NHKワールド・ラジオ日本（国際放送）で同時放送。2013年度より平日に限り宿直アナウンサーに加え女性キャスターが輪番制で担当。2014年度にタイトルが制定され放送時間が5分拡大、平日は夜勤アナウンサーのシフト制から男性アナウンサーの固定型に変更され、さらに2017年度からは土日祝日についても男性アナウンサーの固定型に変更。2018年度まで平日の気象情報は女性キャスターが担当していたが、2019年度から平日は気象予報士が担当し、週末はシニアスタッフや管理職が担当し、祝日はシフト制に戻っている。2013年度から2018年度の平日はニュース・スポーツニュース・海外市場（火曜日～金曜日）・全国の気象情報の順に放送していた。

## 放送時間
ラジオ第1、NHKワールド・ラジオ日本 （以上は『マイあさ!』に内包）、FM共通
- 7:00 - 7:20（祝日と年末年始を除く月曜から金曜）
  - 7:20 - 7:25は各地域からのローカル枠。
- 7:00 - 7:15（土曜・日曜・祝日・年末年始）
  - 7:15 - 7:20は各地域からのローカル枠。

## 番組内容
平日
- 7:00 - 7:20 ニュース・海外市場（7:13ころ、火曜日～金曜日、関根）・スポーツニュース（7:14ころ、吉松）・全国の気象情報（7:17ころ、伊藤）
- 7:20 - 7:25　ローカルニュース

週末・祝日・年末年始
- 7:00 - 7:15 ニュース・スポーツニュース・海外市場（日曜・月曜以外で営業日のみ）・全国の気象情報（祝日と年末年始のみ、黒木[2]、伊藤[3]）
- 7:15 - 7:20 ローカルニュース

関東甲信越地方は『マイあさ!』のサブキャスターが担当。

### タイトルコール遍歴
これまでは「おはようございます。7時のNHKニュースです」と始まり、全国ニュースの終わりで担当者を自己紹介、朝の挨拶以外の特筆性はなかった。
2013年4月1日から平日は冒頭で自己紹介するようになった。2014年9月29日から番組名が入ったタイトルコールに変更、「おはようございます。7時になりました。『NHKけさのニュース』、小見誠広です。○○（女性キャスター名）です」。土曜・日曜・祝日・年末年始も番組名をアナウンスするが、これまでどおり冒頭で自己紹介を行わない。
2018年1月から2019年3月までは、冒頭での自己紹介は無くなった。「おはようございます」の挨拶の後に、この時間の主なニュースを読み上げてから通常のニュースを伝えるようになった（番組終了時に、名前を名乗る）。
2019年4月からは、「○月○日○曜日、朝7時、おはようございます。三宅民夫です。○○（女性キャスター名）です。三橋大樹です。『NHKけさのニュース』、最新の動きを詳しくお伝えしていきます。」と冒頭での自己紹介が復活した。
また、2022年4月からは、「○月○日○曜日、7時になりました、おはようございます。阿部渉です。○○（女性キャスター名）です。関根太朗です。『NHKけさのニュース』、最新の動きを詳しくお伝えしていきます。」となった。
2022年10月に阿部キャスターが番組を降板したことにより、2022年10月27日からは、「○月○日○曜日、朝7時、おはようございます。田中孝宜です。○○（女性キャスター名）です。関根太朗です。『NHKけさのニュース』、最新の動きを詳しくお伝えします。」となった。
2022年11月7日からは、「○月○日○曜日、7時になりました、おはようございます。野村正育です。○○（女性キャスター名）です。関根太朗です。『NHKけさのニュース』、最新の動きを詳しくお伝えしていきます。」となった。

## 現在の出演者

### 平日
- 全員「マイあさ!」を兼務。

メインキャスター
- 野村正育（2022年11月7日～）※全体進行

　→休暇時は三橋大樹が担当する。
サブキャスター（ニュースリーダー）
- 原口雅臣（2025年3月31日～）

スポーツコーナーおよび5:00・6:00の定時ニュースのニュースリーダー及び8:00の定時ニュース、10:30・11:00のニュースも担当する。
- 福島佑理（2023年4月40日〜）

サブキャスター（気象情報）
- 伊藤みゆき（2019年4月1日～）[5]

### 土曜・日曜・祝日
- 三平泰丈（2025年4月5日～）
- 星野幸（2025年4月5日～）
- 政野光伯（2022年4月9日～）

5:00・6:00・9:00（土曜・祝日）10:00・11:00の定時ニュースと一部の日程では9:55（土曜・祝日）の関東甲信越ニュースも担当する。本番組では、2022年度からは1人体制のキャスター、2025年度からは3人体制のニュースリーダーの役割。
※場合によって、別のアナウンサー（首都圏センター所属アナウンサーのほか日本語センターのアナウンサーなど)が担当する場合もある。

### 祝日
サブキャスター（気象情報）
- 黒木愛子（2022年10月10日～）

## 過去の出演者

### 平日メインキャスター
- 谷地健吾（2014年3月31日～2017年3月31日）
- 小見誠広（2017年4月3日～2019年3月29日）
- 三宅民夫（2019年4月1日～2022年4月1日）
- 阿部渉（2022年4月4日～2022年10月26日）
  - 阿部渉が休み及び降板となった2022年10月27日～11月4日の平日は田中孝宜が担当した。

サブキャスター
- 島ひとみ（2013年4月～2015年3月13日）
- 丸井汐里（2015年4月13日～2017年3月24日）
- 秋山千鶴（2013年4月～2018年3月30日）
- 横山亜紀子（2013年4月～2019年3月）
- 浦野遥（2017年4月～2019年3月）
- 高橋春菜（2018年4月～2019年3月）
- 高嶋未希（2019年4月1日～2020年1月10日）
- 小見誠広（2019年4月1日～2020年3月27日）
- 田中孝宜(2019年4月1日～2025年3月28日)
- 小倉実華（2020年1月20日～2020年3月27日）
- 三橋大樹（2020年3月30日～2022年4月1日）
- 久保田明菜（2020年4月6日～2022年4月1日）
- 関根太朗(2022年4月4日～2025年3月13日)

サブキャスター（スポーツ）
- 吉松欣史（2019年4月1日～2023年3月31日）
- 上野速人（2023年4月3日～2025年3月28日）

### 土曜、日曜
- 伊藤博英（2017年4月1日～2018年5月27日）
- 鹿島綾乃（2018年6月～12月）
- 吉田浩（同上）
- 伊藤健三（日曜、2019年4月～2022年4月）
- 黒沢保裕（土曜、2020年4月～2022年4月）

### 祝日
- 鹿島綾乃（2020年度途中～2021年5月）

サブキャスター（気象情報）
- 黒木愛子（2021年4月29日～2022年5月5日）
- 渕岡友美（2022年7月18日～2022年9月23日）

## テーマ曲
- 2009年3月29日以前はテーマ曲なし
- 2009年3月30日～2012年3月30日 詳細不明（平日のみ）
- 2012年4月2日～2014年3月30日　詳細不明
- 2014年3月31日～2015年3月29日　詳細不明
- 2015年3月30日～2019年3月31日 詳細不明（当番組は11秒。6時のNHKニュースは同じ曲で8秒）
- 2019年4月1日～ 作曲：前山田健一（『三宅民夫のマイあさ!』→『マイあさ! （第2部）』テーマ曲）。ただし、2024年度までの土曜、日曜、祝日、年末年始は違うテーマ曲が流れていた。